# Admir Alič
Admir Alič (* 3. května 1984) je bosenský basketbalista. Alič je odchovancem bosenského klubu KK Čelik ze Zenice. Od roku 2005, s výjimkou sezóny 2007-2008 působí v české lize. Od listopadu 2016, kdy ukončil své působení v týmu NBL NH Ostrava nastupuje za prvoligový Slavoj BK Litoměřice.
Je vysoký 196 cm, váží 100 kg

## Kariéra
- 2005 – 2007: USK Praha
- 2007 – 2008: KK Čelik
- 2008 – 2013: BK Děčín
- 2013 – 2014: NH Ostrava
- 2014 – 2015: SLUNETA Ústí nad Labem
- 2015 – 2016: USK Praha
- 2016: NH Ostrava
- 2016: Slavoj BK Litoměřice